# Rosa Luxemburg (Film)
Rosa Luxemburg ist ein mehrfach ausgezeichneter Autorenfilm von Margarethe von Trotta. Er erzählt die Geschichte der deutsch-polnischen Sozialistin Rosa Luxemburg, dargestellt von Barbara Sukowa, und zeichnet gleichzeitig ein eindringliches Bild der wirtschaftlichen und gesellschaftlichen Situation in der Wilhelminischen Ära. 
Die Filmpremiere fand 1986 im Metropolis Kino im Bochumer Hauptbahnhof statt.

## Kritiken
- Lexikon des internationalen Films: Die behutsame und gefühlsstarke Frauenbiografie legt das Augenmerk weniger auf historische Vollständigkeit, nähert sich vielmehr in erster Linie den persönlichen inneren Beweggründen politischen Handelns. Einfühlsam in Inszenierung, Spiel und Fotografie, überzeugt der Film inhaltlich als Besinnung auf Zivilcourage, unbestechliche politische Moral sowie auf den Mut zu utopischem Denken.[2]

## Entstehungsgeschichte
Ursprünglich sollte Rosa Luxemburg von Rainer Werner Fassbinder realisiert werden. Er war jedoch am  10. Juni 1982 gestorben. Fassbinder wollte die Hauptrolle mit Jane Fonda besetzen, und die Schauspielerin hatte bereits zugesagt.

## Auszeichnungen
- 1986: Barbara Sukowa als beste Darstellerin auf den Internationalen Filmfestspielen von Cannes
- 1986: Deutscher Filmpreis in Gold für den besten Spielfilm
- 1986: Deutscher Filmpreis in Gold für Barbara Sukowa als beste Hauptdarstellerin
- 1986: Gilde-Filmpreis in Gold

## DVD
- Vertrieb Zweitausendeins, Frankfurt, EAN 4250323706653, Ton: mono
- Arthaus Filmvertrieb, 2009, EAN 4006680044415, Ton: Dolby Digital